# Virgil (keresztnév)
A Virgil a latin Virgilus név rövidülése. Ennek a névnek az eredete bizonytalan, talán a Vergilius nemzetségnévből ered, ami lehet, hogy etruszk eredetű. Női párja a Virgília.

## Gyakorisága
Az 1990-es években szórványos név, a 2000-es években nem szerepel a 100 leggyakoribb férfinév között.

## Névnapok
- március 5.[2]
- november 27.[2]

## Híres Virgilek
- Szent Virgil kora középkori tudós, a Salzburgi egyházmegye szent püspöke
- Borbiró Virgil építész, építészettörténész, építészetelméleti író
- Nagy Virgil építészmérnök, egyetemi tanár
- Szilágyi Virgil újságíró, politikus
- Szilágyi Virgil Balázs Béla-díjas operatőr
- Szilágyi Virgil neves vadász, vadászati szakíró